# (39474) 1978 VC7
(39474) 1978 VC7 est un astéroïde troyen de Jupiter de 26,068 km de diamètre découvert en 1978.

## Description
(39474) 1978 VC7 a été découvert le 7 novembre 1978 à l'observatoire Palomar, situé au nord de San Diego en Californie, par Eleanor Francis Helin et Schelte J. Bus.

### Caractéristiques orbitales
L'orbite de cet astéroïde est caractérisée par un demi-grand axe de 5,27 ua, un périhélie de 4,80 ua, une excentricité de 0,09 et une inclinaison de 13,05° par rapport à l'écliptique. Du fait de ces caractéristiques, à savoir un demi-grand axe compris entre 4,6 et 5,5 ua et un périhélie inférieur à 0,3 ua, il est classé, selon la JPL Small-Body Database, astéroïde troyen de Jupiter du camp troyen. Il est situé au point de Lagrange L5 du système Soleil-Jupiter.

### Caractéristiques physiques
(39474) 1978 VC7 a une magnitude absolue (H) de 11,7 et un albédo estimé à 0,060, ce qui permet de calculer un diamètre de 26,068 km. Ces résultats ont été obtenus grâce aux observations du Wide-Field Infrared Survey Explorer (WISE), un télescope spatial américain mis en orbite en 2009 et observant l'ensemble du ciel dans l'infrarouge, et publiés en 2012 dans un article regroupant les caractéristiques de 478 astéroïdes troyens,.